# RJ-214
A RJ-214 é uma rodovia brasileira do estado do Rio de Janeiro. Possui 65 quilômetros de extensão ligando os municípios de Itaperuna (localidade de Raposo) e Natividade (localidade de Santa Rita do Prata). Desde 1985 pela Lei Estadual Ordinária n° 852 passou a ser denominada Rodovia Mauro Alves Ribeiro Júnior.
1. ↑  «RJ-214 (Rodovia Mauro Alves Ribeiro Junior)». wikimapia.org. Consultado em 2 de novembro de 2022